# کلاوس هندل
کلاوس هندل (آلمانی: Klaus Händl؛ زادهٔ ۱۹۶۹) بازیگر، نویسنده و کارگردان اهل اتریش است.
از فیلم‌ها یا برنامه‌های تلویزیونی که وی در آن نقش داشته‌است، می‌توان به نرون، معلم پیانو، ۷۱ جزء از روزشمار یک شانس، کلیمت، شکست‌ناپذیر، و هلیکوپتر امداد اشاره کرد.